# تیم ملی والیبال زنان مونته‌نگرو
تیم ملی والیبال زنان مونته‌نگرو (انگلیسی: Montenegro women's national volleyball team) تیم ملی والیبال مختص زنان مونته‌نگرویی است که به عنوان نماینده مونته‌نگرو در رقابت‌های رسمی و دوستانه با حریفان به رقابت می‌پردازند.